# Wojciech Załuski (duchowny)
Wojciech Załuski (ur. 5 kwietnia 1960 w Załuskach-Lipniewie) – polski duchowny rzymskokatolicki, doktor prawa kanonicznego, dyplomata watykański, arcybiskup, nuncjusz apostolski w Burundi w latach 2014–2020, nuncjusz apostolski w Malezji, akredytowany również w Demokratycznej Republice Timoru Wschodniego i delegat apostolski w Brunei od 2020.

## Życiorys
Urodził się 5 kwietnia 1960 w Załuskach-Lipniewie. 1 czerwca 1985 został wyświęcony na prezbitera w  katedrze św. Michała Archanioła w Łomży przez miejscowego biskupa diecezjalnego Juliusza Paetza. Inkardynowany został do diecezji łomżyńskiej. Studia kontynuował w Papieskiej Akademii Kościelnej oraz na Papieskim Uniwersytecie Gregoriańskim, gdzie uzyskał doktorat z prawa kanonicznego.
W 1989 rozpoczął pracę w służbie dyplomatycznej Stolicy Apostolskiej. W latach 1989–1990 był asystentem nuncjatury w Burundi. Pracował jako sekretarz nuncjatur: w Burundi (1990–1991), na Malcie (1991–1994), w Albanii (1994–1996), w Zambii (1996–1997) i na Sri Lance (1997–1999). Następnie pełnił funkcję radcy w nuncjaturach: na Sri Lance (1999–2000), w Gruzji (2000–2003), na Ukrainie (2003–2006), na Filipinach (2006–2010) i w Gwatemali (2010–2014). W 1993 otrzymał godność kapelana Jego Świątobliwości, a w 2011 prałata honorowego Jego Świątobliwości.
15 lipca 2014 papież Franciszek mianował go nuncjuszem apostolskim w Burundi, jednocześnie wynosząc go do godności arcybiskupa tytularnego Diocleziany. Święcenia biskupie otrzymał 9 sierpnia 2014 w katedrze św. Michała Archanioła w Łomży. Udzielił mu ich kardynał Pietro Parolin, sekretarz stanu Stolicy Apostolskiej, któremu asystowali Janusz Stepnowski, biskup diecezjalny łomżyński, i arcybiskup Miguel Maury Buendía, nuncjusz apostolski w Kazachstanie, Kirgistanie i Tadżykistanie. Jako zawołanie biskupie przyjął słowa „Soli Deo” (Samemu Bogu).
29 września 2020 Franciszek mianował go nuncjuszem apostolskim w Malezji, akredytowanym w Demokratycznej Republice Timoru Wschodniego, a także delegatem apostolskim w Brunei.